# A. L. Bruce Estates
A. L. Bruce Estates est l'un des trois plus grands domaines agricoles du Nyassaland, actuel Malawi. Alexander Low Bruce, gendre de David Livingstone, acquiert un vaste domaine à Magomero, sur les hauts plateaux de la Shire, en 1893, ainsi que deux autres plus petits. À sa mort, les domaines sont exploités en fiducie sous le régime juridique du trust. Ses deux fils fondent ultérieurement une compagnie commerciale qui achète les domaines à la compagnie fiduciaire.   
La compagnie gagne une mauvaise réputation, accusée d'exploiter honteusement et de maltraiter ses employés en usant du dispositif appelé thangata pour cultiver le coton et le tabac. C'est une des causes du soulèvement de 1915, mené par John Chilembwe, qui conduit à la mort de trois employés européens du domaine. 
N'arrivant pas à rentabiliser ses propres plantations de coton et de tabac, la compagnie oblige ses locataires à cultiver le tabac plutôt que leur nourriture sur leurs propres terres ; les récoltes leur sont sous-payées. Après presque trois décennies de pertes le domaine de Magomero est mal en point mais, entre 1949 et 1952, la compagnie vend avec profit les actifs fonciers au gouvernement qui a besoin de terrains pour reloger les anciens locataires expulsés des domaines privés. La compagnie est liquidée en 1959.

## Origines

### Débuts

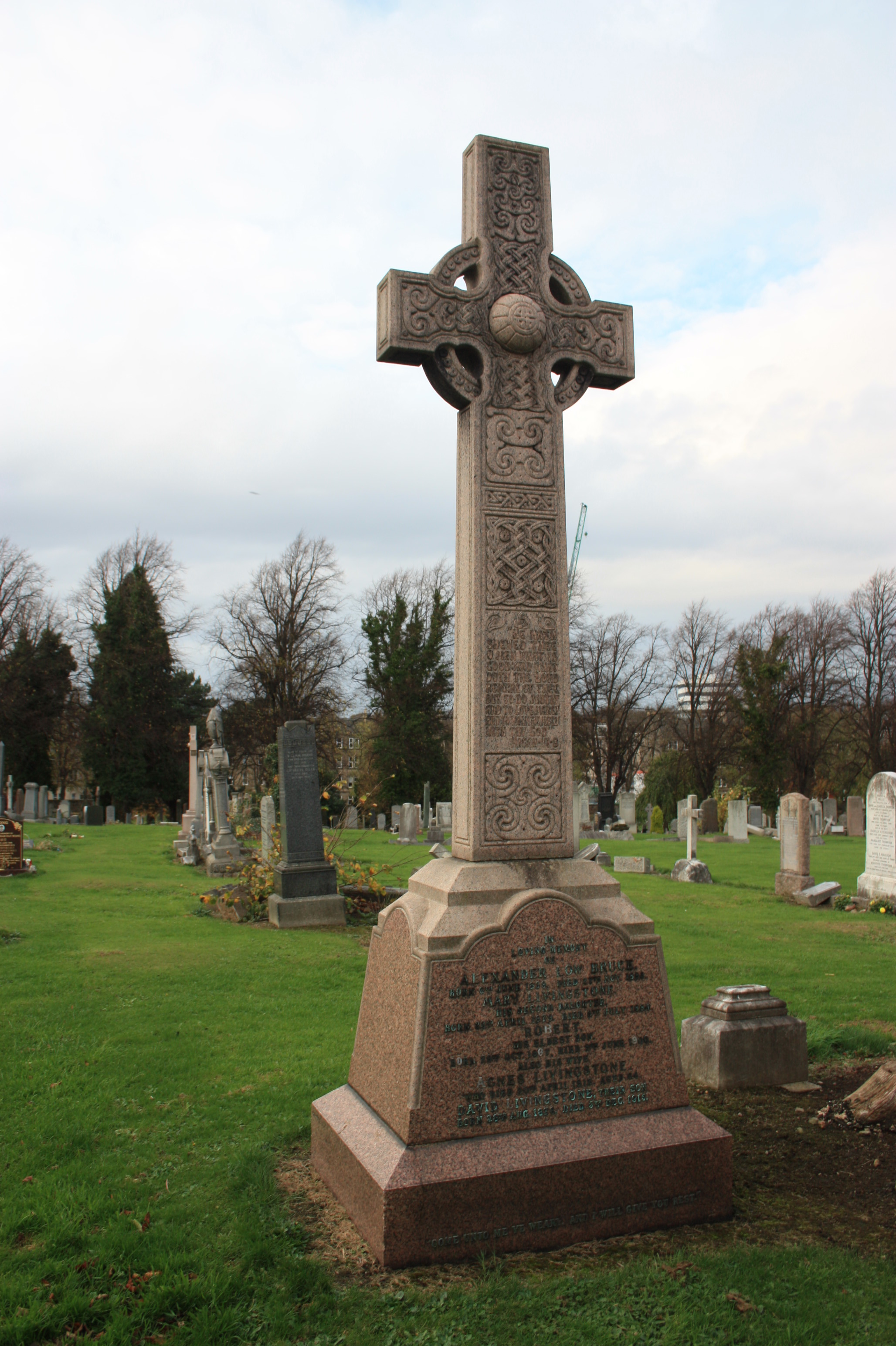
La tombe d'Alexander Low Bruce (1839-1893) au Morningside Cemetery d'Édimbourg.

Alexander Low Bruce naît à Édimbourg en 1839 ; il est le fils de Robert Bruce et d'Ann Low. Il fait ses études au prestigieux Royal High School. Après cela, il devient, à l'âge de dix-neuf ans, employé de la brasserie William Younger and Company. Durant ses premières années, il travaille au bureau de Londres, où il s'occupe de la promotion de l'entreprise en Amérique du Nord. En 1876, il devient associé et co-directeur de la principale unité de production de l'entreprise, la brasserie située à Édimbourg. En 1887, il devient vice-président de la Younger's, et il a d'autres importants intérêts financiers. Alexander Low Bruce est un membre actif du Parti libéral jusqu'à la crise de la Home Rule de 1886 qui divise le parti ; il rejoint le Parti libéral unioniste issu de la scission.
A. Low Bruce se marie deux fois. Avec sa première femme, il a trois enfants, Agnes (née en 1865), Robert (né en 1867) et Daniel (né en 1869), alors que la famille réside à Islington, dans le Middlesex. En 1875, il se marie en secondes noces avec Agnes (1847-1912), la fille de David Livingstone et de Mary (née Moffat). Ils ont quatre enfants, David Livingstone Bruce (1877-1915), Mary Livingstone Bruce (1879-1883), Alexander Livingstone Bruce (1881-1954) et Annie Livingstone Bruce (1883-1954). Alexander Low Bruce partage les vues de son beau-père David Livingstone quant au rôle du  « commerce légitime » comme moyen de combattre le trafic d'esclaves en Afrique de l'Est. Après son mariage avec Agnes, il supporte financièrement les missions religieuses et les entreprises commerciales en Afrique de l'Est et du Centre ; en 1888, il visite Kuruman, où le missionnaire Robert Moffat, le père de sa belle-mère, est établi, non loin du lieu de naissance d'Agnes. Il est membre fondateur de la Royal Scottish Geographical Society et devient un des dirigeants de l'African Lakes Company, qui a des intérêts au Nyassaland, et de l'Imperial British East Africa Company, opérant au Kenya,.

### Magomero
A. L. Bruce ne visite jamais le Nyassaland, mais, associé à l'African Lakes Company et à John Buchanan, un planteur qui avait négocié des terres auprès de dirigeants locaux, il acquiert quelque 170 000 acres de terres, la plupart en un ensemble continu au sud de Zomba. Il appelle son domaine « Magomero », nom du village qui avait vu en 1861 l'installation infructueuse d'une mission voulue par David Livingstone. À sa mort, en novembre 1893, à l'âge de cinquante-quatre ans, ses actifs africains passent, conformément à son testament, sous le contrôle du A. L. Bruce Trust, lequel bénéficie essentiellement à ses deux fils.
Peu avant son décès, Alexander Low Bruce nomme deux dirigeants pour ses principaux domaines au Nyassaland. Ce sont William Jervis Livingstone, qui prend la direction du domaine de Magomero dans le district de Chiradzulu, et D. B. Ritchie, qui s'occupe du domaine de Likulezi à Mulanje. À l'origine, sa veuve Agnes supervise le trust, jusqu'à ce que ses fils, David et Alexander, soient en âge de diriger ; elle reste fiduciaire jusqu'à sa mort. Les dispositions du testament de leur père expriment ses souhaits quant à la manière dont ses fils, en tant que fiduciaires, doivent gérer la succession : « dans l'espoir et dans l'attente qu'ils s'intéresseront à l'ouverture de l'Afrique au christianisme et au commerce selon les lignes fixées par leur grand-père, feu David Livingstone. »
Cependant, après la mort de leur mère en 1912, et alors que le domaine de Magomero montre du potentiel, David et Alexander achètent les actifs du A. L. Bruce Trust en 1913, payant un peu plus de 41 000 £ pour les domaines. La même année, ils créent A. L. Bruce Estates Ltd, dotée d'un capital social de 54 000 £, majoritairement détenu par eux-mêmes et par leur sœur Annie.

## Premiers développements
Au moment où le domaine de Magomero est constitué, il est largement inoccupé et en friche, et il est nécessaire de trouver une culture appropriée et de la main-d'œuvre. Entre 1895 et 1925, la compagnie essaie de faire pousser du café, du coton et du tabac (flue-cured,  c'est-à-dire du tabac blond de type Virginie, séché à l'air chaud), mais tout cela échoue. Les travailleurs de Magomero sont pour beaucoup des Anguru, terme utilisé par les Européens pour désigner des locuteurs du lomwe, venus du Mozambique, à l'est des hauts plateaux de la Shire. Ces migrants sont accueillis à Magomero avec le statut de « locataires » et, à l'origine, durant les deux premières années de leur installation, les hommes ne sont pas tenus de travailler en guise de paiement de leur loyer. Après cela, ils doivent un mois de travail par an au profit des propriétaires du domaine. La loi coutumière exempte les femmes célibataires et les veuves de cette obligation. En 1915, ces migrants représentent presque la moitié des 4 926 possesseurs de logements recensés à Magomero,.
Le café arabica est la première culture plantée à grande échelle sur les plateaux de la Shire dans les années 1890, jusqu'à un effondrement mondial de ses cours en 1903. Entre deux cents et trois cents acres sont plantées à Magomero à partir de 1895, mais, à la suite des mauvaises récoltes de 1898 et 1899, la direction du domaine cherche une culture plus appropriée. Après l'effondrement des prix du café, les domaines des hauts plateaux se tournent vers le coton. La première variété exploitée, le coton égyptien, n'est pas adaptée au climat, préférant les températures plus élevées de la vallée de la Shire. À partir de 1906, J. W. Livingstone plante une variété plus résistante, Gossypium hirsutum, appelée « coton upland du Nyassaland » et, en 1908, mille acres dont plantées, qui augmentent jusqu'à cinq mille acres en 1914. Le coton requiert une importante quantité de travail pendant sa longue période de croissance ce qui entraîne une demande croissante auprès des locataires.
Dans le domaine de Lukulesi, 7 449 acres, A. L. Bruce Trust expérimente la culture du coton, du café, du caoutchouc, du sisal et des piments. Le café est inadapté aux conditions fraîches et humides de Mulanje ; le thé en revanche, à partir de 1904, est produit pour l'exportation. Sa qualité est faible, essentiellement à cause du manque de compétences quant à sa préparation après récolte.

## Thangata
Afin de s'assurer de la disponibilité des trois à cinq mille travailleurs qui sont nécessaires à la compagnie durant les cinq à six mois de la période de croissance du coton, les obligations pesant sur les locataires sont massivement augmentées, les salaires ne sont plus payés ou uniquement en nature et une violente coercition est exercée. Le terme de thangata est utilisé pour décrire ces obligations de travailler gratuitement pour le compte du propriétaire foncier, alors qu'il s'agit à l'origine d'une forme d'entraide villageoise. Le terme en vient à désigner la quantité de travail qu'un locataire doit fournir en guise de loyer. L'obligation est ensuite étendue au paiement de la hut tax, une forme de taxe d'habitation.
Alexander Livingstone Bruce, le fils du fondateur, est réputé être le pionnier dans l'utilisation (ou le détournement) du thangata. Les autres planteurs suivent la même voie, mais le directeur de Magomero, W. J. Livingstone, l'utilise avec une particulière sévérité à partir du moment où le domaine commence à produire du coton. W. J. Livingstone est le directeur, mais Alexander Livingstone Bruce, le propriétaire, vit au Nyassaland et il suit de près les activités opérationnelles. Sur les domaines Bruce Estates, les obligations liées au thangata montent jusqu'à quatre ou cinq mois de travail par an, ne laissant aux locataires que très peu de temps, en outre à la mauvaise saison, pour faire pousser leur propre nourriture. Les femmes célibataires et les veuves ne sont plus dispensées, à l'encontre de la coutume et de ce qui se pratiquait auparavant. Les contrats sont verbaux, et les locataires n'ont que très peu de possibilités de contester leur interprétation par les propriétaires européens. Alexander Livingstone Bruce fait détruire les écoles construites sur son domaine et il prévient John Chilembwe, le prêtre local, qu'il n'autorise pas la construction d'églises, car il est opposé à l'éducation des travailleurs africains. 
W. J. Livingstone est tué en 1915 lors du soulèvement mené par John Chilembwe, soulèvement en grande partie causé par la brutalité de sa gestion. À la suite du soulèvement, le gouvernement du protectorat promulgue une ordonnance, en 1917, qui vise à supprimer le thangata en interdisant de payer un loyer par du travail et en privilégiant le paiement monétaire à la place. Cependant, Alexander Livingstone Bruce, membre du conseil exécutif du protectorat, appuyé par les autres propriétaires fonciers, menace d'expulser massivement les locataires si cette disposition devient effective ; de facto, le système du thangata perdure. Même après la mort de W. J. Livingstone, les obligations en matière de travail forcé dans les domaines A. L. Bruce Estates restent fixées à six mois de travail par an pour le loyer et la hut tax. Les locataires des domaines ne peuvent cependant que se résigner à rester. Les terres de la Couronne avoisinantes, qui appartiennent au gouvernement, sont surpeuplées et les travailleurs immigrés venus du Mozambique n'ont pas le droit de s'y installer. Lorsque la demande de main-d'œuvre décroît à la fin des années 1920, les propriétaires fonciers affirment qu'ils n'ont pas assez de travail à offrir à leurs locataires pour leur permettre de s'acquitter des loyers et taxes. Ils qualifient alors leurs locataires de « squatters » et brandissent la menace de les expulser s'ils n'acceptent pas de cultiver des produits économiquement rentables. Après 1925, la compagnie choisit de se faire payer en espèces ou en tabac plutôt qu'en quantité de travail, mais le principe du thangata prend fin seulement lorsque la compagnie vend le domaine, libérant ainsi les locataires de ce qui s'apparente à une forme de servage.

## John Chilembwe
John Chilembwe naît dans le sud du Nyassaland en 1870 ou 1871. Il rejoint une école missionnaire et, en 1892, il devient le domestique d'un missionnaire radical, Joseph Booth, qui critique les autres missionnaires qui ne considèrent pas les Africains comme des égaux. John Chilembwe adhère aux idées égalitaires de Booth et, en 1897, il se rend aux États-Unis, dans un collège baptiste où se professent ce même type d'idées considérées comme radicales à l'époque.
Il est ordonné prêtre baptiste en 1899 et il revient au Nyassaland en 1900. Grâce au financement de la National Baptist Convention of America, il crée la Providence Industrial Mission dans le district de Chiradzulu. Durant la première décennie, la mission progresse grâce aux fonds, modestes mais réguliers, procurés par les donateurs des États-Unis. Il prêche les valeurs du travail, du respect et de l'estime de soi et déplore les conditions faites aux Africains du Nyassaland, sans toutefois critiquer directement le gouvernement. Il développe des contacts avec les Églises d'institution africaine, tentant de les fédérer autour de sa propre mission.
Vers 1912-1913, Chilembwe devient politiquement plus actif et plus critique vis-à-vis des conditions faites aux travailleurs des domaines des plateaux de la Shire, notamment ceux de l'A. L. Bruce Estates. La Providence Industrial Mission se situe dans une zone où habitent de nombreux Anguru membres de son Église. Chilembwe et d'autres Africains éduqués, dont quelques-uns seront importants dans la révolte de 1915, sont en colère contre le gouvernement et les colons européens qui ne veulent pas accepter l'expression politique des Africains éduqués ni leur proposer des opportunités économiques. John Chilembwe fait aussi face à des problèmes personnels, des dettes, la perte des financements pour sa mission, la mort de sa fille et une santé déclinante (il commence à perdre la vue). Il semble que cela le conduit sur la voie de la dépression et du pessimisme. Le déclenchement de la Première Guerre mondiale le décide de passer de la dénonciation verbale à l'action, car il pense que sa destinée est de délivrer son peuple,.

### Soulèvement
En septembre 1914, une bataille menée à Karonga lui inspire une lettre enflammée dans laquelle il dénonce le fait que les hommes Noirs se battent et versent leur sang dans une guerre qui ne concerne que les Blancs. Peu de temps après, il réunit un petit groupe d'Africains éduqués avec lesquels il jette les bases d'une rébellion contre le gouvernement colonial britannique. Des centres gouvernementaux sont attaqués dans la nuit du 23 au 24 janvier 1915 afin de s'emparer de munitions puis, à la suite, d'autres raids sont menés contre les Européens dans leurs domaines. La plupart des deux cents personnes impliquées fréquentent la Providence Industrial Missions à Chiradzulu et Mulanje, et il espère que d'autres Africains mécontents se joindront à la révolte. La première partie du plan échoue à peu près complètement ; quelques-uns des lieutenants de Chilembwe ne mènent pas à bien leur mission et peu d'armes sont récupérées,.
L'attaque contre les Européens concerne essentiellement ceux de Bruce Estates ; W. J. Livingstone, particulièrement détesté, est tué et décapité. Deux autres employés européens et trois Africains sont tués par les rebelles, une mission européenne est brûlée et un missionnaire grièvement blessé. Le dimanche 24 janvier, John Chilembwe célèbre un service religieux dans l'église de la Providence Industrial Mission, à l'extérieur de laquelle la tête de W. J. Livingstone est exposée au sommet d'une perche. Le 26 janvier, il réalise cependant que la révolte a échoué. Il semble qu'il cherche à s'enfuir au Mozambique, mais il est abattu près de la frontière le 3 février. La plupart de ses partisans sont exécutés après un procès expéditif sous couvert de la loi martiale proclamée juste après les évènements.

## Culture du tabac
Dans la seconde décennie du XXe siècle, la plupart des planteurs européens commencent à cultiver du tabac, la variété de tabac blond de Virginie, dont les feuilles sont destinées à être séchées à l'air chaud (flue-cured tobacco). Les zones plantées passent de 4 507 acres en 1911 à 10 489 acres en 1920, produisant une moyenne de 407 livres par acre. Avant 1920, environ 5 % des cultures commerciales sont constituées de tabac brun cultivé par les Africains, mais la production atteint un million de livres (en masse) et 14 % des cultures en 1923. La Première Guerre mondiale dynamise la production de tabac de Virginie des domaines européens, mais la compétition qui s'engage à la fin de la guerre avec les productions américaines venues de Virginie oblige à abaisser les taxes sur la production afin de rendre la production de l'Empire britannique compétitive. La majeure partie de la production de tabac du Nyassaland issue des domaines possédés par les Européens, particulièrement celle des plus petits, est de mauvaise qualité et presque invendable sur le marché international. En 1921, seules 1 500 tonnes sur une production de 3 500 tonnes sont vendues rapidement ; le coût relativement élevé du séchage à l'air chaud, alors que la surproduction entraîne une baisse des prix, rend le tabac de mauvaise qualité non rentable et oblige les petits producteurs européens à se retirer du marché. Les Européens produisent 86 % du tabac du Nyassaland en 1924, mais cette proportion n'est plus que de 57 % en 1928 et de 28 % en 1933.
Concernant Bruce Estates, le major Sanderson succède à W. J. Livingstone à la fin de la première guerre mondiale et il oriente le domaine vers la culture du tabac blond. En 1914, Magomero a 5 000 acres plantées en coton, mais, en 1918, cette culture devient moins profitable, car les Africains installés sur les terres de la Couronne produisent à un coût moindre. Après la mort de W. J. Livingstone, le thangata est légèrement allégé dans les domaines de Bruce Estates, lesquels sont déficitaires pour la première fois en 1920. Sanderson prétend que le travail qu'il peut fournir à ses locataires pour qu'ils s'acquittent de leurs loyers et taxes est insuffisant. Cela est en partie dû au fait qu'en 1920 15 000 acres seulement, sur les 162 000 du domaine, sont cultivées par le propriétaire ou ses métayers. Sanderson avance que les locataires sont devenus des « squatters » et il les menace d'expulsion s'ils ne cultivent pas des produits commercialisables. Il est cependant plus intéressant, sur le plan économique, pour les Africains, de cultiver du tabac brun sur les terres de la Couronne, et, à partir de 1925, A. L. Bruce Estates est en déficit chronique,.

### Ordonnance sur les autochtones des domaines privés
Le déclin de la compagnie est partiellement ralenti par l'Ordonnance sur les autochtones des domaines privés de 1928, qui fait des loyers en espèces ou en nature une alternative au travail exigé par le système du thangata. Après la mort de Sanderson, le capitaine Kincaid-Smith devient directeur-général en 1931. Ce dernier acquiert le tabac cultivé par les locataires ; cent cinquante livres (environ soixante-dix kilogrammes) de tabac brun permet de s'acquiter des loyers et taxes ; il achète également la production en excès, différant le paiement jusqu'à la vente du tabac. Mais le prix d'achat auprès des locataires est en pratique très bas, la valeur des soixante-dix kilogrammes étant en fait bien supérieure à la valeur monétaire des loyers. En théorie, les locataires ne peuvent vendre leur production qu'au propriétaire du domaine ; ils arrivent cependant à vendre à meilleur compte une partie de leurs récoltes sur le marché « normal », en les dissimulant à Bruce Estates et en prétendant qu'elles viennent de petits producteurs indépendants. Le séchage du tabac réclame de grandes quantités de bois et, en 1945, le domaine est sévèrement déforesté.
Dans les années 1930, le gouvernement colonial considère A. L. Bruce Estates Ltd comme un propriétaire consciencieux, gérant ses domaines de manière convenable, cherchant à produire plutôt qu'à obtenir des loyers en espèces, et il est considéré comme moins susceptible que d'autres grandes sociétés foncières de pratiquer des expulsions pour spéculer sur la vente de terrains. Avant les années 1940, la compagnie vend ou loue peu de ses terres, préférant les cultiver directement ou par l'intermédiaire de locataires. Cela est en fait largement dû à l'entêtement d'Alexander Livingstone Bruce ; A. L. Bruce Estates Ltd est largement sous-capitalisée, mais Alexander refuse de vendre ses terres pour lever de nouveaux fonds, préférant injecter des finances pour soutenir l'entreprise. Son obstination à rester en compétition avec les producteurs africains des terres de la Couronne, alors qu'ils sont plus compétitifs grâce à leurs moindres frais généraux, cause des tensions croissantes entre la compagnie et ses locataires. Beaucoup de ces derniers préfèrent cultiver du maïs ou du manioc, qu'ils peuvent vendre pour leur propre compte, plutôt que cultiver du tabac acheté à vil prix par la compagnie et dont le paiement est différé. Kincaid-Smith ordonne l'arrachage des cultures vivrières, mais il rencontre une vive opposition et il est désavoué par le gouvernement. En décembre 1939, le gouverneur l'oblige à quitter le Nyassaland, car ses agissements sont proches de conduire à une nouvelle révolte.

## Dernières années
Après le départ de Kincaid-Smith, la compagnie cesse de gérer activement les domaines et, en 1948, ils sont décrits comme ayant de nombreux locataires qui produisent toutes les récoltes, la compagnie propriétaire agissant en pratique comme courtier chargé de leur vente. Magomero produit entre 500 000 et 700 000 livres de tabac par an. La compagnie paie si mal que les locataires préfèrent cultiver du maïs qui est vendu sans son intermédiaire. En 1945, A. L. Bruce Estates Ltd annonce son intention de vendre le domaine de Magomero. Une étude gouvernementale montre qu'il est mal géré, qu'il est déforesté et que les sols, surexploités, sont appauvris. Le gouverneur estime qu'il est nécessaire de négocier l'achat des terres ; la compagnie exige une somme qui lui permettrait d'effacer les pertes accumulées depuis 1925, mais cela est considéré comme excessif ; en 1947, la compagnie accepte de vendre Magomero pour 80 000 £ à un acheteur privé, mais la vente échoue.
A. L. Bruce Estates Ltd connaît d'importantes pertes en 1948 et 1949 et la compagnie devient pratiquement insolvable. Le gouvernement, qui a besoin de terres après la famine de 1949, reprend les négociations avec la compagnie. Une partie du domaine est vendue à des acheteurs privés, mais 75 000 acres sont achetées par le gouvernement en 1952, dont 47 000 de piètre qualité agricole. Cette vente de terres comble les déficits passés et, après quelques disputes entre actionnaires, la compagnie est liquidée en 1959.